# 波兰加
波兰加是巴西塞阿拉州的一个市镇。总面积1309.274平方公里，总人口12223人，人口密度9.3人/平方公里。